# Pleziervaart

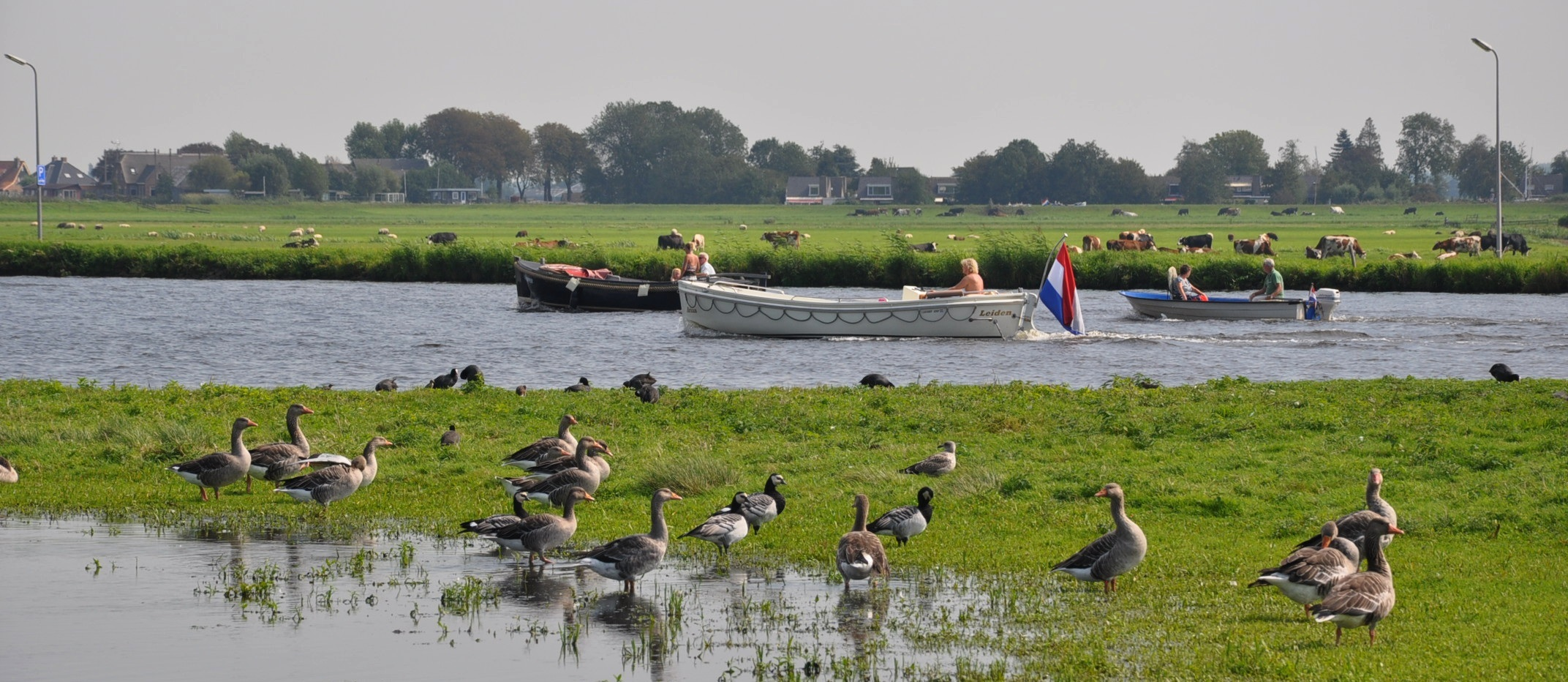
Pleziervaart op de Zijl, ten noorden van Leiden (in de gemeente Teylingen). Op de voorgrond ganzen op het schiereiland Tengnagel. Op de achtergrond de Boterhuispolder.

Pleziervaart (ook: recreatievaart) is het niet bedrijfsmatig of als beroep varen, maar als ontspanning. De term wordt gebruikt om de tegenstelling aan te geven met beroepsvaart. Het kan met alles waarmee iemand zich op het water kan voortbewegen, van waterscooter tot zeegaand jacht, roeiend, zeilend, enzovoort.

## Geschiedenis
De pleziervaart bestaat al sinds de oudheid, met onder andere voorbeelden uit het Oude Egypte. Aan het einde van de zestiende eeuw zijn er ook in Nederland voorbeelden te vinden van pleziervaart. De zogenaamde speeljachten van invloedrijke mensen zijn tussen de grotere handelsschepen afgebeeld op Nederlandse schilderijen. Op zich was het geen wonder dat in het voortvarende Holland, waar veel geld werd verdiend met de scheepvaart er talloze scheepmakers woonden die scheepjes bouwden die niet waren bedoeld voor transport. De pleziervaart speelde er echter een bescheiden rol.
Aan het begin van de negentiende eeuw ontstond in Engeland een stormachtige ontwikkeling van de pleziervaart. Daar werd in 1815 door 42 enthousiaste zeilers de Yacht Club opgericht. De leden, waaronder markiezen, graven en baronnen, besloten dat degene die lid wilde worden van de club een schip van ten minste tien ton moest bezitten en bij de ballotage slechts 1 stem mocht hebben. Zweden, Pruisen, de Verenigde Staten en Frankrijk volgden met het oprichten van deze elitaire clubs. Nederland bleef achter.
De koninklijke Nederlandsche Yachtclub, opgericht in 1847 door prins Hendrik in Rotterdam, was het begin van het begrip watersportvereniging in Nederland. Ruzie tussen Rotterdammers en Amsterdammers binnen de club leidde ertoe dat de watersportverenigingen zich over het land verspreidden, al ging het in eerste instantie mondjesmaat. In de tweede helft van de negentiende eeuw had Nederland uitsluitend met elitaire verenigingen te maken, volksverenigingen werden toen nog gezien als broeinesten waar mensen op verkeerde ideeën zouden kunnen worden gebracht.
De pleziervaart begon echter pas aan het begin van de 21e eeuw voor een brede publiek toegankelijk te worden. Rond de eeuwwisseling was de tijd rijp voor een verenigingsleven en was varen niet langer meer het voorrecht van een eliteclub.

## Pleziervaart in Nederland

### Tijdslijn
- 1650 Rond deze tijd ontstond het 17e-eeuwse speeljacht, stamvader van het spelevaren
- 1750 In de achttiende eeuw komen de kajuit- of tentjachten, zowel gezeild als geroeid, zoals het Zaanse roeijacht.
- 1850 In 1847 komen, ontwikkeld uit de grote boeiers, het Friese jacht en de tjotter in gebruik als pleziervaartuig. Ook het stoomtijdperk kende sierlijke jachten. Echter alleen voor de rijke en officiële personen.
- 1900 De petroleummotor deed de kleine plezierbootjes ontstaan, meestal opgebouwde sloepen. Eind negentiende eeuw komen de zogenaamde wedstrijdklassen van de KVNWV (zeiljachten) zoals de "Regenboogklasse" uit 1917.
- 1920 Begin jaren twintig ontwikkelt zich het toerjacht dat zich tot heden handhaaft. Uit het "Tante Marie"-bootje (gemotoriseerd) groeiden rond deze tijd speciale ontwerpen, zoals de bakdekkruiser.
- 1930 De komst van de compactere benzine- en dieselmotoren deed het type familiekruiser ontstaan. Eerst van hout, later ook van staal.
- 1988 De moderne stalen (later ook polyester) kruiser haalt met zijn twee motoren van 225 pk elk snelheden van 20 knopen en is van alle comfort en navigatiemiddelen voorzien. Het moderne zeegaande polyester zeiljacht met toilet- en doucheruimten in gescheiden hutten komt in opmars. Een nieuw zeil is de spinnaker en sommige jachten krijgen zelfs een vleugelkiel.
- 1996 De Wet van 29 november 1996, houdende regels met betrekking tot de veiligheid van pleziervaartuigen (Wet pleziervaartuigen) treedt in werking.

### ANWB & Vereniging tot Behoud van Natuurmonumenten
Verenigingen als de ANWB en de Vereniging tot Behoud van Natuurmonumenten ontstonden. De arbeidstijdverkorting begin jaren twintig van deze eeuw bevorderde tevens het verenigingsleven. Hoewel in die periode de gemiddelde werkweek nog veel meer uren telde dan tegenwoordig, werd er in Nederland voor het eerst gesproken over het begrip 'vrije tijd'. De nieuwe verenigingen die rond de eeuwwisseling ontstonden, zijn in twee rubrieken te onderscheiden: de chique en de eenvoudige. De laatstgenoemde waren meestal verenigingen die met name op het zeilen gericht waren. Deze verenigingen bleken levensvatbaar. De kosten waren bescheiden en leden profiteerden van de voordelen van hun lidmaatschap. In 1905 verschenen in het blad Kampioen al enkele artikelen over motortechnische en scheepsbouwkundige onderwerpen. De Waterkampioen is op 5 april 2019 gestopt omdat het aantal abonnees te sterk was gedaald.

### Watertoerisme
De in opkomst zijnde motorboot werd als goede mogelijkheid voor de promotie van het watertoerisme gezien. Tijdens de Tweede Wereldoorlog heeft de watersport zeker in de omgeving van Rotterdam zo goed als stil gelegen. Na 1945 kwam de pleziervaart geleidelijk weer op gang en begin jaren vijftig noemde men dit een van de belangrijkste vormen van recreatie. Waterrecreatie moest worden uitgedragen in plaats van allerlei dempingen te stimuleren. De overheid bekeek de mogelijkheden van vrijetijdsbesteding in de natuur, dicht bij de woonomgeving en in principe toegankelijk voor iedereen.
Bij het uitbreken van de Tweede Wereldoorlog telde Nederland ongeveer 20.000 zeil- en motorboten (waarvan twee derde zeilboten). Dit aantal was in 1960 verdubbeld en het botenbezit in 1975 bedroeg bijna 140.000. De grootste toename in aantal watersportverenigingen was tussen 1965 en 1975. In die periode tot 1980 groeide de vloot uit tot zo'n 200.000 schepen. Na die tijd stabiliseerde het aantal op 215.000 stuks, waarvan evenveel zeil- als motorboten. De tijden zijn veranderd. Werd watersport aan het eind van de zestiende eeuw beoefend door een selecte groep, tegenwoordig is het vaarwater druk bezet door vogels van diverse pluimage.
| Vergrijzing in de watersport De leeftijd van eigenaren van pleziervaartuigen |      |      |
|                                                                              | 1993 | 2013 |
| Jonger dan 30 jaar                                                           | 10%  | 2%   |
| 30 - 40 jaar                                                                 | 18%  | 5%   |
| 40 - 50 jaar                                                                 | 37%  | 18%  |
| 50 - 60 jaar                                                                 | 35%  | 30%  |
| Ouder dan 60 jaar                                                            | -    | 44%  |
| Totaal                                                                       | 100% | 100% |

Waarbij wordt aangetekend dat in het onderzoek 'Recreatietoervaart de moeite waard', Alterra, 1993, geen onderscheid werd gemaakt tussen '50 - 60' en 'ouder dan 60 jaar'. De cijfers voor 2013 komen uit 'Recreatietoervaart in het IJsselmeergebied', Waterrecreatie Advies, 2013.

## Pleziervaart in België

### Wetgeving
De wetgeving omtrent de pleziervaart wordt geregeld in de wet van 5 juli 2018 betreffende de pleziervaart.
Een pleziervaartuig in Belgische wateren moet geregistreerd zijn. Dit betekent dat men dient te beschikken over ofwel een registratiebrief ofwel een bewijs van registratie die afgegeven werd door de overheid van een ander land.

#### Registratiebrief

##### Nieuwe wetgeving (inwerkingtreding vanaf 1 september 2019)
Opdat men een pleziervaartuig in België kan registreren dient:
- het pleziervaartuig vanaf 2,5 meter een band te hebben met België (eigendom van pleziervaartuig behoort voor meer dan 50% toe aan Belgen of van in Belgen wonende natuurlijke personen; eigendom van pleziervaartuig behoort voor meer dan 50% toe aan een rechtspersoon die ingeschreven staat in de Kruispuntbank voor Ondernemingen; een combinatie van de voormelde voorwaarden indien het pleziervaartuig in mede-eigendom is van een natuurlijke persoon of rechtspersoon);
- het pleziervaartuig in België in de handel te worden gebracht.

De registratiebrief is in principe 5 jaar geldig. De volgende situaties geven aanleiding tot een verval van de registratiebrief:
- niet voldaan aan de voorwaarden waaraan een pleziervaartuig moet voldoen om te worden geregistreerd;
- eigendom pleziervaartuig werd overgedragen;
- naam of thuishaven van pleziervaartuig werd gewijzigd;
- ingrijpende verbouwing van het pleziervaartuig;
- installatie van een nieuwe motor.

Het Koninklijk besluit van 28 juni 2019 betreffende de pleziervaart bevat nadere bepalingen omtrent o.a. de registratiebrief.

##### Overgangsregeling
De wet van 5 juli 2018 voorziet voor de pleziervaartuigen die reeds beschikten over een vlaggenbrief en een immatriculatie in overgangsbepalingen.
Zo blijven de vlaggenbrieven geldig tot de vervaldatum ervan.
| Immatriculatiedocument                          | Overgang naar registratiebrief |
| ----------------------------------------------- | ------------------------------ |
| 01/01/2010-31/12/2017                           | <31/12/2020                    |
| 01/01/2006-31/12/2009                           | <31/12/2021                    |
| 01/01/2003-31/12/2005                           | <31/12/2022                    |
| 01/01/2000-31/12/2002 of 01/01/2018 -30/08/2019 | <31/12/2023                    |
| 01/01/1990-31/12/1999                           | <31/12/2024                    |
| < 31/12/1989                                    | <31/12/2025                    |

#### Vaarbevoegdheidsbewijzen
Eenieder die in de Belgische wateren een pleziervaartuig bestuurt moet houder zijn van een geldig vaarbevoegdheidsbewijs voor de categorie van pleziervaartuig dat men bestuurt en voor de zone waarin men vaart.
Voor het bekomen van een vaarbevoegdheidsbewijs moet een examen worden afgelegd. Men is een retributie verschuldigd voor het onderzoek, afgifte of weigering van een vaarbevoegdheidsbewijs.
Er wordt een geldboete van 500 euro opgelegd indien men vaart met een pleziervaartuig zonder over het correcte vaarbevoegdheidsbewijs te beschikken.

##### De Commissie voor de Pleziervaart
Deze commissie staat in voor de erkenning van gelijkwaardigheid van o.a. buitenlandse certificaten.

## Europa
In het ES-TRIN is Europees geregeld dat er alleen verschil wordt gemaakt op basis van de lengte van een schip (20 meter of langer) of van het theoretisch bepaalde blokvolume (lengte x breedte x diepgang is 100m³ of meer). Dat zijn "grote schepen". Het blokvolume is meestal aan de orde bij sleepboten. Ook jachten die "groot schip" zijn moeten voldoen aan de bepalingen van het ES-TRIN.
Het is het Nederlandse ministerie van Infrastructuur en Waterstaat niet gelukt om de nieuwe Europese richtlijn (EU) 2017/2397 van 12 december 2017 betreffende de erkenning van beroepskwalificaties in de binnenvaart op tijd te implementeren. Het ministerie moest daarvoor een noodregeling invoeren, die de periode overbrugt tot een wetswijziging formeel is doorgevoerd. Sinds 18 januari 2022 wordt in plaats van een nieuw vaarbewijs en bij verlenging het "kwalificatiecertificaat schipper" verstrekt. Het kwalificatiecertificaat schipper wordt erkend als gelijkwaardig bewijs van vaarbekwaamheid voor het groot vaarbewijs en beperkt groot vaarbewijs voor alle binnenwateren.

## Voorrangsregeling
Voor de voorrangsregeling van het Binnenvaartpolitiereglement (Nederland) en het Algemeen Politiereglement voor de Scheepvaart op de Binnenwateren (België) hebben de grote schepen gewoonlijk voorrang. Zo is een open rondvaartboot vaak korter dan 20 meter, maar omdat het een passagiersschip is toch een groot schip. Om dat duidelijk te maken voor de overige vaart voert het een gele ruit. Jachten kunnen zowel klein als groot zijn en het is niet altijd duidelijk of een schip beroepsmatig of voor het plezier wordt gebruikt.
De beroepsvaart gaat er vaak van uit dat het schip voorrang heeft op de pleziervaart, zoals in een sluis. De schutvolgorde is echter op aanmelding (tegenwoordig meestal per marifoon). Maar de sluismeester geeft meestal voorrang aan grote schepen, omdat de schepen van de recreatievaart dan veel kleiner zijn, achter de grote schepen in de sluis passen en daarbij niet het risico lopen een groot schip achterop te krijgen. Het schut mede sneller, omdat er dan minder last wordt ervaren van schippers die de kunst van het manoeuvreren in een sluis minder machtig zijn. Formele voorrang heet voorschut.